# زورو (فلم 1975)
زورو (بالفرنسية: Zorro) فيلم فرنسي ايطالي انتج عام 1975 من إخراج الإيطالي دوتشو تيزاري ومن تمثيل الفرنسي آلان ديلون والويلزي ستانلي بيكر و قصة الفيلم مقتبسة عن رواية زورو للكاتب جانستون ماكولي.

## اقرأ أيضا
- قناع زورو (فيلم)

## روابط خارجية
- مقالات تستعمل روابط فنية بلا صلة مع ويكي بيانات